# Capri Holdings
Capri Holdings (Капри холдингс) — холдинговая публичная компания, дочерние дома моды которой разрабатывают, продвигают и продают мужскую и женскую готовую одежду, в том числе спортивную, а также обувь, купальники, аксессуары (сумки, ремни, бумажники, чехлы для телефонов, очки, ювелирные украшения, часы, платки) и парфюмерию под брендами Michael Kors, Jimmy Choo и Versace.

## История
В 1981 году американский модельер Майкл Корс запустил продажи своей коллекции в американских магазинах, но в 1990-х годах оказался на грани банкротства. Компания Michael Kors Holdings была основана в декабре 2002 года. Она продвигала продукцию Корса через собственную сеть магазинов и специализированных бутиков, а также оптом через сети универмагов. Кроме того, Michael Kors Holdings продавала лицензии на производство и продажу товаров под брендами компании.
В 2003 году контрольный пакет акций Michael Kors Holdings купила гонконгская компания Sportswear Holdings бизнесменов Сайласа Чоу и Лоуренса Стролла в партнёрстве с Джоном Айдолом (тогда компания оценивалась приблизительно в 100 млн американских долл.). В 2011 году Michael Kors Holdings вышел на Нью-Йоркскую фондовую биржу, что вскоре сделало Чоу и Стролла долларовыми миллиардерами. В рейтинге лучших американских торговых сетей с самыми высокими продажами на квадратный фут Michael Kors Holdings занял четвёртое место, пропустив вперёд только Apple, Murphy Oil и Tiffany & Co..
В июле 2017 года компания Michael Kors Holdings договорилась о покупке лондонской обувной компании Jimmy Choo за 1,2 млрд долларов.
Осенью 2018 года Michael Kors Holdings купил итальянский модный дом Versace за 1,8 млрд евро и сменил название на Capri Holdings, в честь итальянского острова, где из моря возвышаются три скалы (как символ объединения трёх домов моды). По состоянию на 2018 год рыночная стоимость компании составляла более 19,4 млрд долл., продажи — 3 млрд долл., в компании работало почти 12,7 тыс. человек.
В январе 2023 года бренды группы Capri Holdings (в том числе Michael Kors) приостановили поставки своей продукции на российский рынок.
В августе 2023 года было достигнуто соглашение о слиянии Capri Holdings с компанией Tapestry, однако в октябре 2024 года Федеральная торговая комиссия заблокировала сделку. В апреле 2025 года итальянский дом Prada договорился о покупке Versace за 1,38 млрд долл. наличными.

## Структура
Capri Holdings зарегистрирован на Британских Виргинских островах, его штаб-квартира расположена в Лондоне. Главный офис Michael Kors находится в Ист-Ратерфорд (штат Нью-Джерси), Versace — в Милане, Jimmy Choo — в Лондоне. Региональные офисы есть в Гонконге (комплекс The Gateway, Harbour City), Шанхае и Монреале. Магазины группы имеются в США, Канаде, Мексике, Бразилии, Барбадосе, Арубе, Великобритании, Ирландии, Германии, Австрии, Швейцарии, Франции, Италии, Испании, Португалии, Бельгии, Нидерландах, Швеции, Польше, Чехии, Венгрии, Украине, Казахстане, Турции, Египте, Иордании, Саудовской Аравии, ОАЭ, Кувейте, Бахрейне, Индии, Малайзии, Сингапуре, Индонезии, Филиппинах, Китае, Тайване, Южной Корее, Японии и Австралии. По состоянию на 2014 год ведущим рынком сбыта была Северная Америка, на Европу приходилось около 10 % продаж.
Главный дистрибьюторский центр бренда Versace находится в Новаре (Италия), бренда Jimmy Choo — в Венло (Нидерланды), бренда Michael Kors — в Уиттиере (Калифорния).

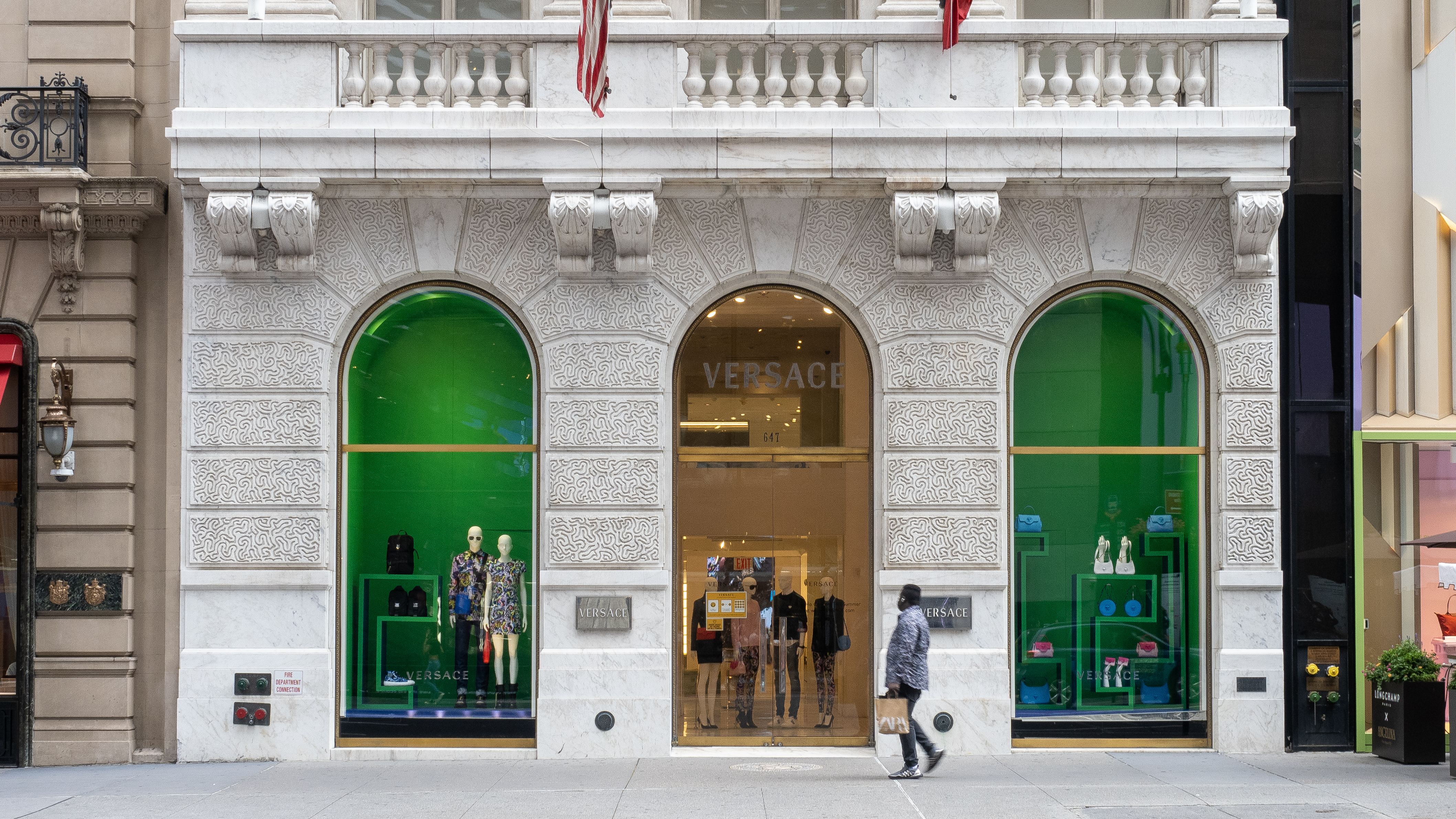
Магазин Versace
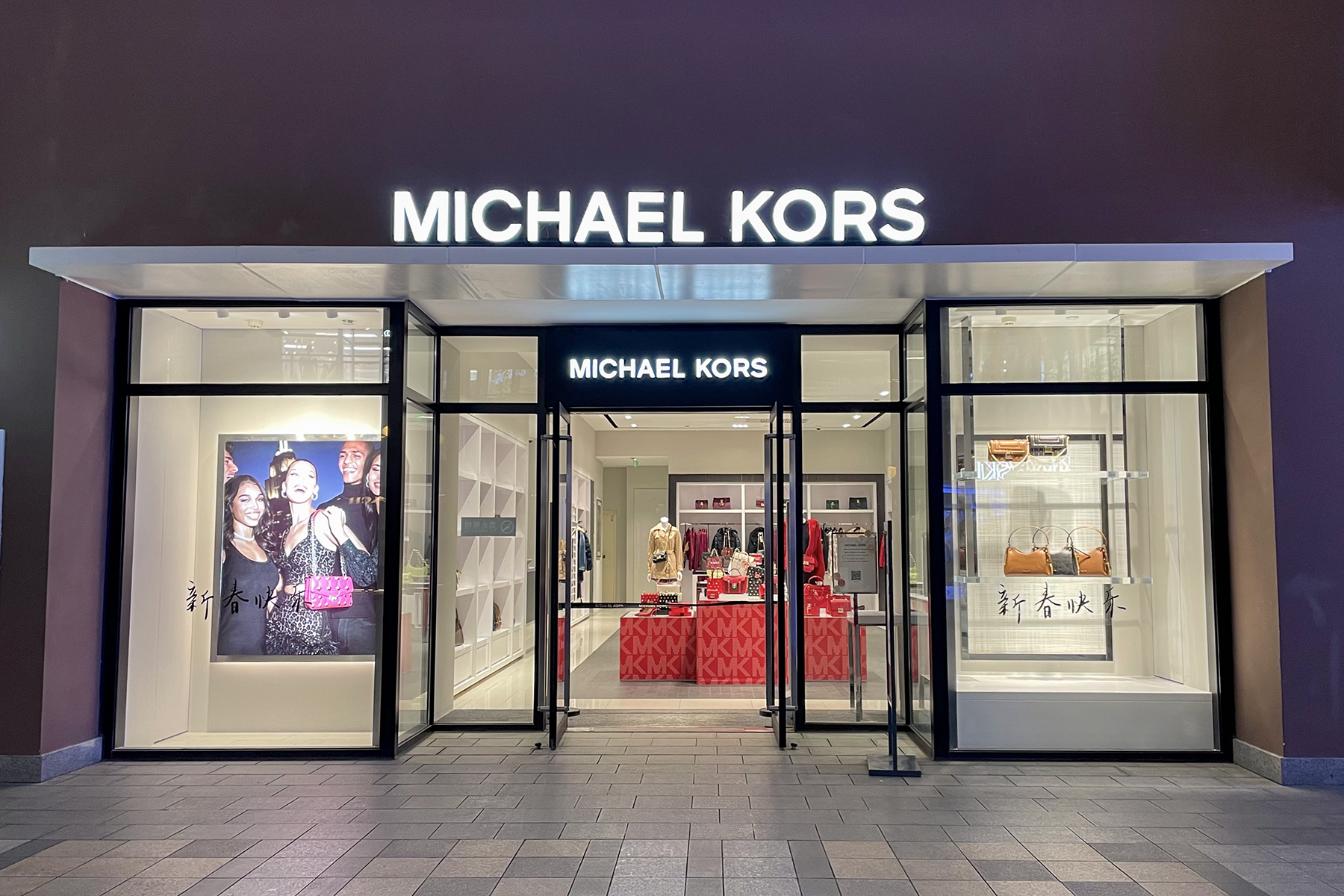
Магазин Michael Kors
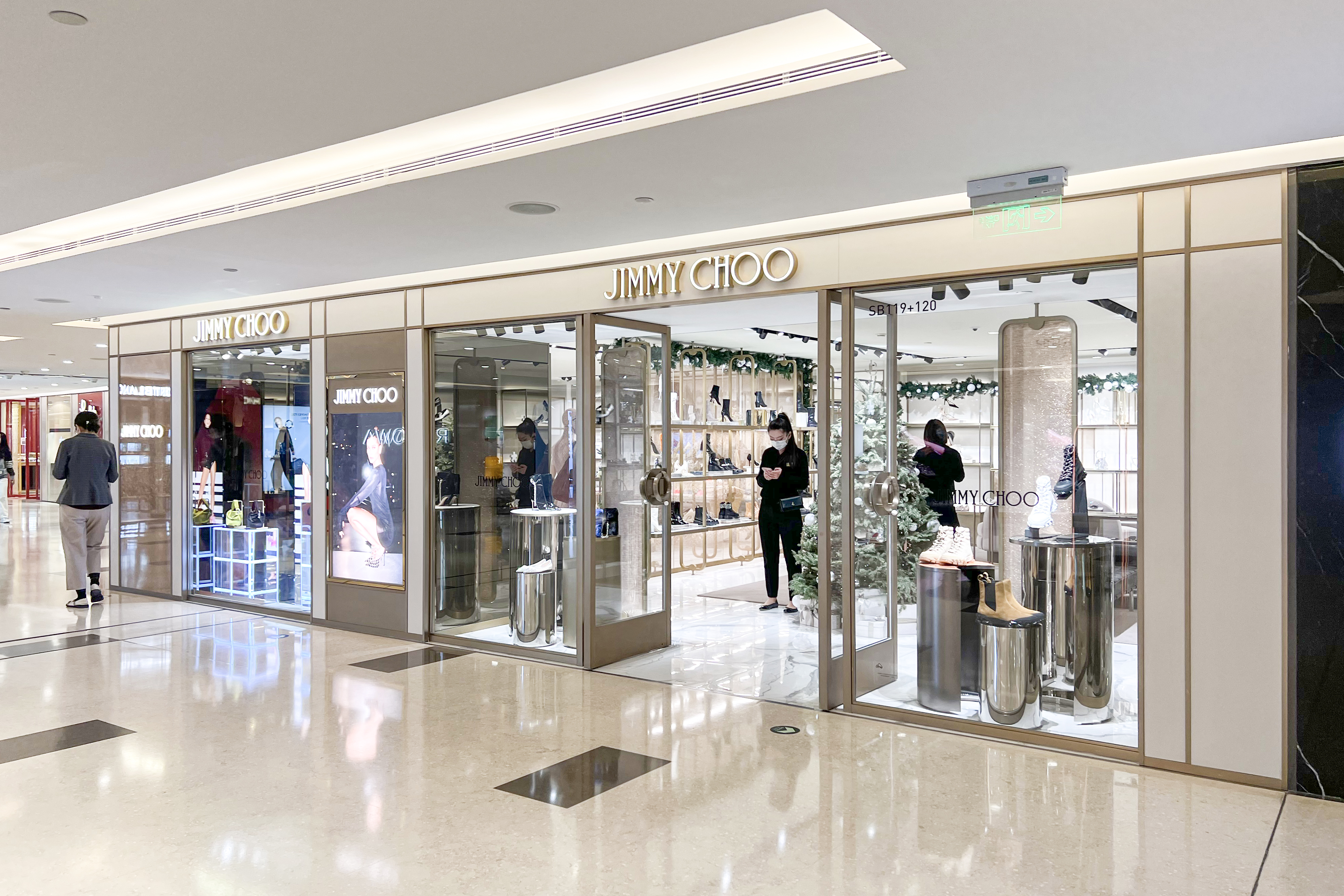
Магазин Jimmy Choo

## Деятельность
Основные продажи группы идут через розничные магазины (включая концессионные), оптовые каналы (включая мультибрендовые магазины) и сайты электронной коммерции. По итогам 2023/24 финансового года основные продажи пришлись на бренды Michael Kors (68,1 %), Versace (19,9 %) и Jimmy Choo (12 %). Главными рынками сбыта были США (49,3 %), EMEA (29 %), Азия (16,6 %), Южная и Центральная Америка (5,2 %).
Розничная сеть группы по состоянию на 2024 год насчитывала 769 магазинов Michael Kors, 236 — Versace и 234 — Jimmy Choo.
Изготовление продукции осуществляют независимые контрактные производители. Основной объём товаров под брендами Versace и Jimmy Choo производится в Италии, а под брендом Michael Kors — в странах Азии. В собственности группы находится только обувная фабрика в Пистое (Италия).
Выручка группы за финансовый год, закончившийся 30 марта 2024 года, составила 5,17 млрд долларов, из них на галантерею пришлось 49,7 %, обувь — 22,3 %, одежду — 18,7 %, роялти от лицензированных товаров — 4,4 %, роялти от концессионных магазинов — 4,2 %.

## Акционеры
Акции группы котируются на Нью-Йоркской фондовой бирже. Максимальная рыночная капитализация была в конце апреля 2014 года — почти 20 млрд долларов. По состоянию на март 2025 года она составляла 2,5 млрд долларов.
Основными акционерами Capri Holdings являются Fidelity Management & Research (14,6 %), The Vanguard Group (10,4 %), Lone Pine Capital (8,72 %), Senvest Management (5,68 %), Polaris Capital Management (4,41 %), SSGA Funds Management (3,34 %), BlackRock Fund Advisors (2,91 %), Templeton Global Advisors (2,33 %).

## Руководство
Джон Айдол (John D. Idol) занимает пост генерального директора с 2003 года и председателя совета директоров с 2011 года. До этого возглавлял компании Kasper ASL (2001—2003) и DKNY (1997—2001). С 1994 по 1997 год входило в высший менеджмент Ralph Lauren Corporation.